# 基薩馬國家公園
基薩馬國家公園（葡萄牙語：Parque Nacional da Quissama），是安哥拉的國家公園，位於該國西北部羅安達省，距離羅安達約70公里，西面是大西洋，成立於1957年12月11日，面積9,960平方公里。